# Commissaris (film)
De Commissaris (Russisch: Комиссар, Komissar) is een Russische film uit 1967, die de Zilveren Beer won op het Filmfestival van Berlijn.

## Film
Een commissaris van het Rode Leger, die geheel gelooft in hun idealen, moet tijdens de burgeroorlog bevallen in een gebied dat trouw is aan de Tsaar. Ze krijgt te maken met de gevolgen die de burgeroorlog heeft voor de burgerbevolking in het algemeen en voor de Joodse burgerbevolking in het bijzonder. Deze moesten leven in erbarmelijke omstandigheden. De film behandelt het conflict tussen theorie en praktijk. Het is een pleidooi voor het handhaven voor humane behandeling van alle mensen en een sympathiebetuiging aan de Joodse manier van leven en de bijbehorende cultuur. De film won in 1988 de Zilveren Beer op het Filmfestival van Berlijn.

## Rolverdeling
| Acteur               | Personage            |
| -------------------- | -------------------- |
| Nonna Mordyukova     | Klavdia Vavilova     |
| Rolan Bykov          | Yefim Magazannik     |
| Lyudmila Volynskaya  | Yefim's schoonmoeder |
| Vasily Shukshin      | Kozyrev              |
| Raisa Nedashkovskaya | Maria                |
| Otar Koberidze       | Kirill               |
| Valery Ryzhakov      | kadet                |